# Daiya Seto
Daiya Seto (en japonés: 瀬戸大也, Seto Daiya; Moroyama, 24 de mayo de 1994) es un deportista japonés que compite en natación.
Participó en tres Juegos Olímpicos de Verano, obteniendo una medalla de bronce en Río de Janeiro 2016, en la prueba de 400 m estilos, el cuarto lugar en Tokio 2020 (200 m estilos) y el séptimo en París 2024 (200 m estilos y 400 m estilos).
Ganó diez medallas en el Campeonato Mundial de Natación entre los años 2013 y 2024, y diecisiete medallas en el Campeonato Mundial de Natación en Piscina Corta entre los años 2012 y 2022.
Además, obtuvo cuatro medallas en el Campeonato Pan-Pacífico de Natación, en los años 2014 y 2018.
En diciembre de 2018 estableció una nueva plusmarca mundial de los 200 m mariposa en piscina corta (1:48,24) y en diciembre de 2019 batió el récord mundial de los 200 m estilos en piscina corta con una marca de 3:54,81.
En 2020 fue suspendido por la Federación Japonesa de Natación para lo que restaba de temporada por haber tenido una relación extramatrimonial, algo que consideraron una conducta antideportiva.
Estudió Ciencias del Deporte en la Universidad de Waseda.

## Palmarés internacional
| Juegos Olímpicos                    | Juegos Olímpicos        | Juegos Olímpicos  | Juegos Olímpicos |
| Año                                 | Lugar                   | Medalla           | Prueba           |
| ----------------------------------- | ----------------------- | ----------------- | ---------------- |
| 2016                                | Río de Janeiro (Brasil) | Medalla de bronce | 400 m estilos    |
| Campeonato Mundial                  |                         |                   |                  |
| Año                                 | Lugar                   | Medalla           | Prueba           |
| 2013                                | Barcelona (España)      | Medalla de oro    | 400 m estilos    |
| 2015                                | Kazán (Rusia)           | Medalla de oro    | 400 m estilos    |
| 2017                                | Budapest (Hungría)      | Medalla de bronce | 200 m mariposa   |
| 2017                                | Budapest (Hungría)      | Medalla de bronce | 400 m estilos    |
| 2019                                | Gwangju (Corea del Sur) | Medalla de oro    | 200 m estilos    |
| 2019                                | Gwangju (Corea del Sur) | Medalla de oro    | 400 m estilos    |
| 2019                                | Gwangju (Corea del Sur) | Medalla de plata  | 200 m mariposa   |
| 2022                                | Budapest (Hungría)      | Medalla de bronce | 200 m estilos    |
| 2023                                | Fukuoka (Japón)         | Medalla de bronce | 400 m estilos    |
| 2024                                | Doha (Catar)            | Medalla de bronce | 400 m estilos    |
| Campeonato Mundial en Piscina Corta |                         |                   |                  |
| Año                                 | Lugar                   | Medalla           | Prueba           |
| 2012                                | Estambul (Turquía)      | Medalla de oro    | 400 m estilos    |
| 2012                                | Estambul (Turquía)      | Medalla de plata  | 200 m estilos    |
| 2014                                | Doha (Catar)            | Medalla de oro    | 400 m estilos    |
| 2014                                | Doha (Catar)            | Medalla de plata  | 200 m mariposa   |
| 2014                                | Doha (Catar)            | Medalla de bronce | 200 m estilos    |
| 2016                                | Windsor (Canadá)        | Medalla de oro    | 400 m estilos    |
| 2016                                | Windsor (Canadá)        | Medalla de plata  | 100 m estilos    |
| 2016                                | Windsor (Canadá)        | Medalla de bronce | 200 m mariposa   |
| 2016                                | Windsor (Canadá)        | Medalla de bronce | 200 m estilos    |
| 2016                                | Windsor (Canadá)        | Medalla de bronce | 4 × 200 m libre  |
| 2018                                | Hangzhou (China)        | Medalla de oro    | 200 m mariposa   |
| 2018                                | Hangzhou (China)        | Medalla de oro    | 400 m estilos    |
| 2021                                | Abu Dabi (EAU)          | Medalla de oro    | 200 m estilos    |
| 2021                                | Abu Dabi (EAU)          | Medalla de oro    | 400 m estilos    |
| 2022                                | Melbourne (Australia)   | Medalla de oro    | 200 m braza      |
| 2022                                | Melbourne (Australia)   | Medalla de oro    | 400 m estilos    |
| 2022                                | Melbourne (Australia)   | Medalla de plata  | 200 m mariposa   |
| Campeonato Pan-Pacífico             |                         |                   |                  |
| Año                                 | Lugar                   | Medalla           | Prueba           |
| 2014                                | Gold Coast (Australia)  | Medalla de oro    | 200 m mariposa   |
| 2014                                | Gold Coast (Australia)  | Medalla de bronce | 200 m estilos    |
| 2018                                | Tokio (Japón)           | Medalla de oro    | 200 m mariposa   |
| 2018                                | Tokio (Japón)           | Medalla de bronce | 400 m estilos    |